# La Peur (film, 1971)
Pour les articles homonymes, voir La Peur.
Pour plus de détails, voir Fiche technique et Distribution.
La Peur ou Nuit d'horreur au Québec (Fright) est un thriller britannique réalisé par Peter Collinson, sorti en 1971.

## Synopsis
La nourrice Amanda (Susan George) garde un enfant de trois ans dans une grande maison appartenant au couple Jim et Helen Lloyd (George Cole et Honor Blackman). Le même soir, Brian Halston (Ian Bannen), ex-époux et père de l'enfant, dangereux psychopathe, s'évade de l'établissement spécialisé dans lequel il était interné.

## Fiche technique
Sauf indication contraire, les informations mentionnées dans cette section peuvent être confirmées par la base de données cinématographiques IMDb,  présente dans la section « Liens externes ».
- Titre original : Fright
- Titre de travail : The Baby Minder et Girl in the Dark[1]
- Titre français : La Peur
- Titre québécois : Nuit d'horreur
- Réalisateur : Peter Collinson
- Scénario : Tudor Gates
- Musique : Harry Robinson
- Décors : Disley Jones
- Costumes : Jean Fairlie
- Photographie : Ian Wilson
- Montage : Raymond Poulton
- Production : Harry Fine et Michael Style
- Société de production : Fantale Films
- Société de distribution : British Lion Films
- Pays d'origine :  Royaume-Uni
- Langue originale : anglais
- Format : couleur
- Genre : thriller et horreur
- Durée : 87 minutes
- Dates de sortie :
  - Irlande : 18 septembre 1971 (avant-première mondiale au festival du film de Cork)
  - Royaume-Uni : octobre 1971

## Distribution
- Susan George : Amanda
- Honor Blackman : Helen Lloyd
- Ian Bannen : Brian Halston
- John Gregson : Dr Cordell
- George Cole : Jim Lloyd
- Tara Collinson : Tara Lloyd
- Dennis Waterman : Chris
- Maurice Kaufmann : l'inspecteur
- Michael Brennan : le sergent
- Roger Lloyd-Pack : l'agent de police

## Production

### Choix des interprètes
Tara Collinson, qui interprète le rôle de l'enfant des Llyod, est le petit-fils du réalisateur Peter Collinson.

### Tournage
Le tournage a lieu aux studios de Shepperton en Angleterre du Sud-Est.

### Musique
La musique du film est composée par Harry Robinson. La Chanson Ladybird est interprétée par Nanette,.